# Ivan Barrasa
Iván Barrasa (nacido el 31 de julio de 2003 en Madrid) es un empresario y programador español. Es el fundador y CEO de Nexbi, una plataforma en línea para la comunidad de jugadores y entusiastas de los esports.

## Biografía

### Trayectoria empresarial
Iván lanzó Nexbi en 2020, una plataforma que proporciona herramientas y servicios a la comunidad gamer. Además, ha contribuido a la creación de dos periódicos digitales, centrados en el sector de los videojuegos y en el ámbito del emprendimiento, respectivamente.
En 2023, Iván incursionó en el ecommerce con el lanzamiento de una tienda con productos para fumadores que desean quitar su adicción al tabaco y a la nicotina. Su plataforma de videojuegos ha recibido una inversión significativa que ha facilitado su expansión y el desarrollo de nuevas funcionalidades.